# Kammarmusik

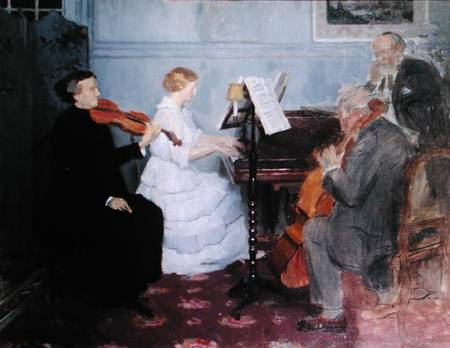
Kammarmusik (pianotrio). Målning av Jules-Alexandre Grün (1868 - 1934).

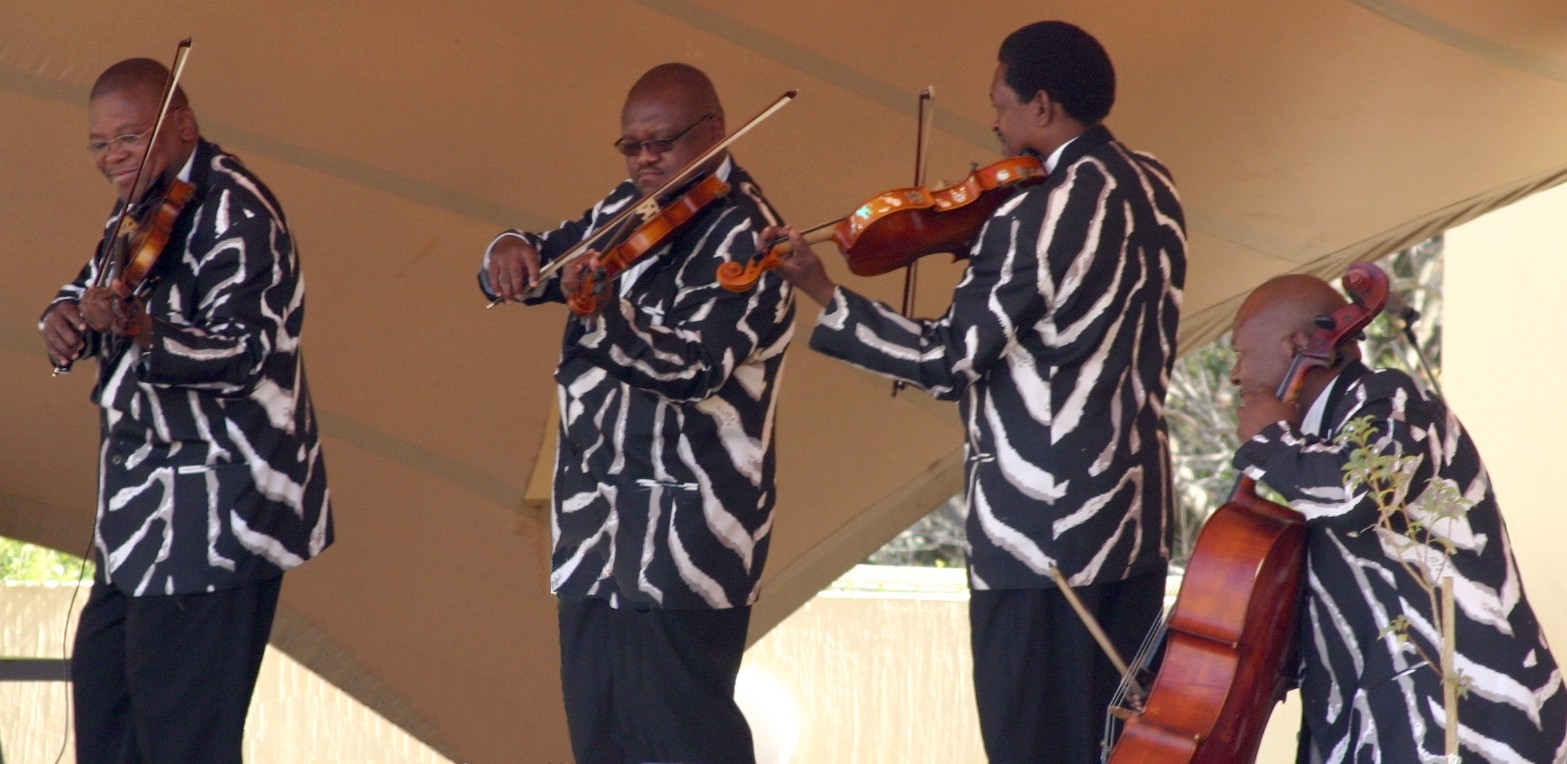
Soweto String Quartet i Ruimsig botaniska trädgård, Johannesburg.

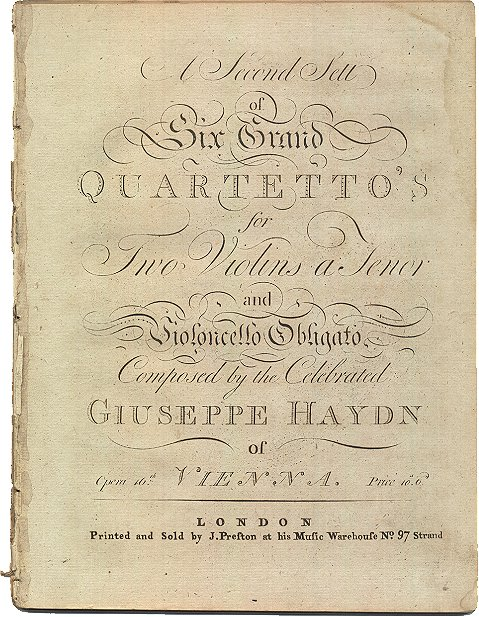
Titelsidan på en utgåva av stråkkvartett opus 20 av Joseph Haydn, publicerad av Preston i London, 1782.

Kammarmusik är musik, oftast klassisk musik, som är avsedd att framföras av ett mindre antal instrument eller röster med individuella stämmor, till skillnad från orkestermusik där de flesta stämmor besätts av flera instrument. Definitionen av begreppet har under historien förändrats.

## Historik
Historiskt uppkom benämningen under 1600-talet som benämning på den musik som spelades i ett furstligt hem, som motsats till kyrkomusik och musik för teatern. Från 1800-talet avses främst musik som sjungs eller spelas av ett fåtal musiker, 2–8 personer, med vardera en självständig stämma. Kammarmusik innebär också ett intimare sammanhang och en nära kontakt mellan exekutörerna och åhörarna, samt ett annat spelsätt – ett slags samtal mellan stämmorna där ingen är solist, men varje stämma har en unik roll.
Exempel på kammarmusik är renässansens och barockens madrigaler samt de olika typer av musik för instrument eller röster med generalbas som var vanliga under barocken. Till exempel kammarkantat, kammarsonat och kammarsinfonia som utmärkte sig till stilen av att de var anpassade till mindre lokaler där de var tänkta att uppföras, varför de naturligen blev intimare än de sakrala motsvarigheterna.
Den klassiska kammarmusikensemblen är den av Haydn, mot 1700-talets slut, fulländade stråkkvartetten. Romanssången, för en röst och piano, som fick sin blomstringstid med Schubert är principiellt vokal kammarmusik, men ställs ibland utanför begreppet.  Till de vanligaste fasta kammarmusikensemblerna hör, förutom stråkkvartetten, pianotrio, blåsarkvintetten, samt sonater för ett soloinstrument och piano eller pianosolo.
Ensembler för kammarmusik spelar utan dirigent. Beroende på hur många stämmor ett stycke kammarmusik är skrivet för, kan den kallas duo, trio, kvartett, kvintett, sextett, och så vidare, ofta med tillägget vilka instrument som ingår. Instrumentala kammarmusikverk har ofta samma kompositionsform som den wienklassiska symfonin, dvs. fyra satser (allegro, adagio eller andante, scherzo eller menuett, final).
Med kammarmusik avsågs till en början endast musik vid de hov som hade anställda musiker; av den orsaken är kammarsångare och kammarmusiker titlar inom vissa hovkapell eller kungliga musikinstitutioner.

## Vanliga kammarmusikensembler
- Stråkkvartett - två violiner, viola och cello
- Pianotrio - piano, violin och cello
- Blåskvintett - flöjt, oboe, klarinett, valthorn och fagott
- Brasskvintett - två trumpeter, valthorn, trombon och tuba
- Blåskvartett - flöjt, oboe, klarinett och fagott
- Pianoduo - två pianon
- Fyrhändigt piano - två personer vid ett piano
- Saxofonkvartett - sopransaxofon/altsaxofon, altsaxofon, tenorsaxofon, barytonsaxofon
- Traditionell, svensk mässingssextett - kornetter i E♭ och B♭, althorn, ventilbasun, tenorhorn, tuba samt slagverk